# Ханеев, Владимир Петрович
Владимир Петрович Ханеев — советский хозяйственный деятель.

## Биография
Родился в 1925 году в Ленинграде. Член КПСС.
Окончил Казанский авиационный институт.
В 1949—1961 гг. — мастер револьверного участка, начальник автоматно-штамповочного цеха, заместитель начальника планово-производственного отдела, в 1961—1963 гг. — директор Казанского оптико-механического завода.
В 1963—1989 гг. — генеральный директор Татарского производственного объединения «Свияга».
За освоение серийного выпуска радиоэлектронных систем наведения был удостоен Государственной премии СССР 1970 года закрытым Постановлением Совета Министров и ЦК КПСС.
Умер в 1990 году в Казани.

## Награды
- Орден Ленина
- Орден Октябрьской Революции
- Орден Трудового Красного Знамени
- Орден Знак Почёта